# 마커스 체잇
마커스 체잇(Marcus Chait, 1973년 3월 18일 ~ )은 미국의 배우이다.
멘로파크에서 태어났다.

## 영화
- 노스 컨츄리 (2005년)
- 밀리언 달러 베이비 (2004년)